# Formule van Newton-Cotes

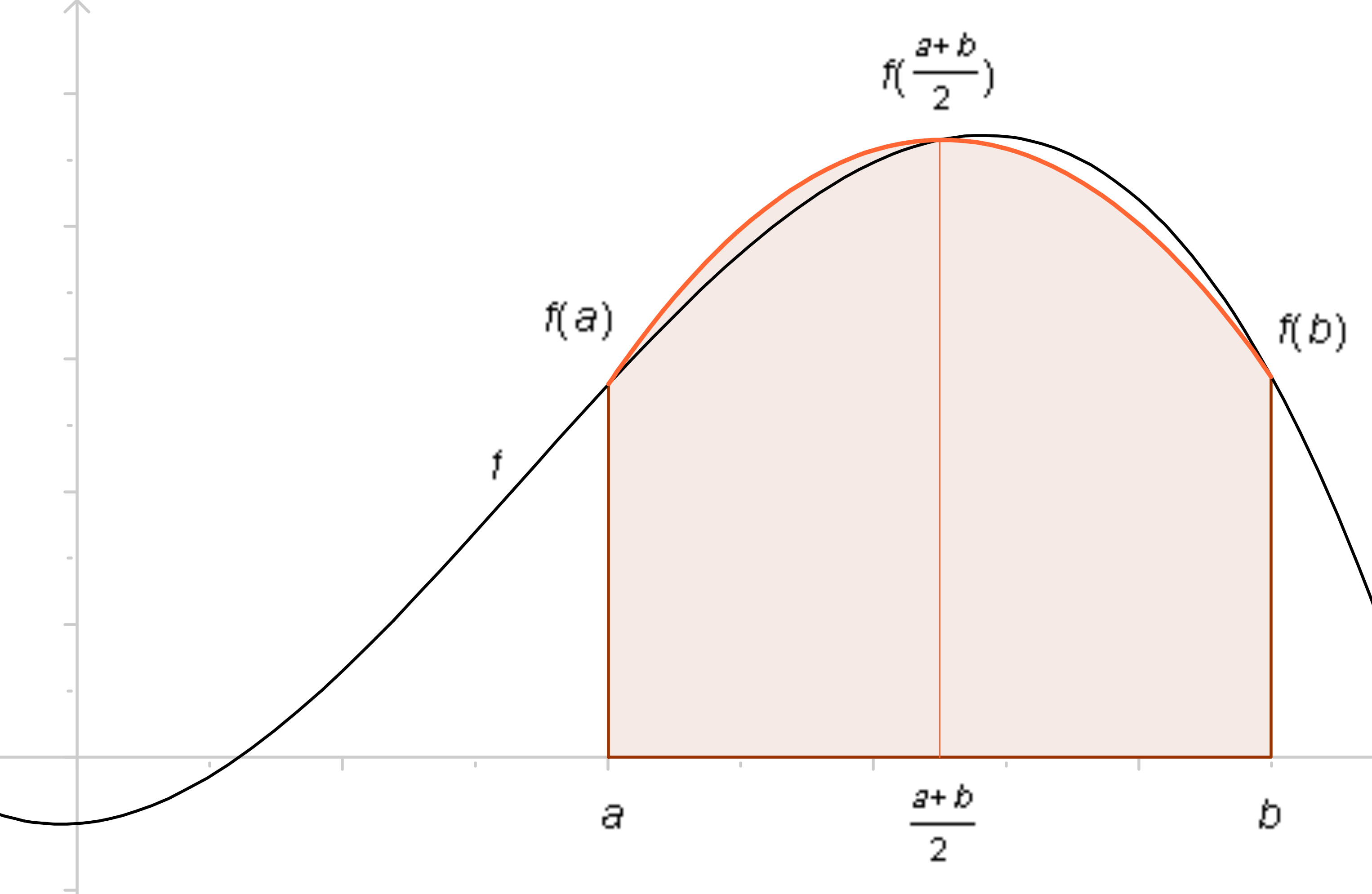
Formule van Newton-Cotes voor

Een formule van Newton-Cotes, genoemd naar de bedenkers Isaac Newton en Roger Cotes, is een formule voor de numerieke benadering van een integraal als gewogen som van functiewaarden in equidistante punten. De basisgedachte daarbij is de integrand te benaderen door een polynoom en de benaderende polynoom exact te integreren.

## Definitie
Gegeven is de op het interval {\displaystyle [a,b]} integreerbare functie {\displaystyle f.} Het interval wordt opgedeeld in {\displaystyle n} deelintervallen van gelijke lengte, de zogeheten stapgrootte {\displaystyle h=(b-a)/n} door:
{\displaystyle a\leq x_{0}<x_{1}<\ldots <x_{n}\leq b}
Het getal {\displaystyle n} heet de orde van de benadering. De functie {\displaystyle f} wordt benaderd met behulp van de bij de opdeling behorende Lagrange-polynomen {\displaystyle \ell _{i}}door:
{\displaystyle f(x)\approx P(x)=\sum _{i=0}^{n}\ell _{i}(x)f(x_{i})}
De benadering voor de integraal van {\displaystyle f} over {\displaystyle [a,b]} is:
{\displaystyle \int _{a}^{b}f(x)dx\approx \int _{a}^{b}P(x)dx=\int _{a}^{b}\sum _{i=0}^{n}\ell _{i}(x)f(x_{i})dx=\sum _{i=0}^{n}\int _{a}^{b}\ell _{i}(x)dxf(x_{i})=\sum _{i=0}^{n}w_{i}f(x_{i}),}
dus als gewogen som van de functiewaarden in de deelpunten, met als gewichtsfactoren:
{\displaystyle w_{i}=\int _{a}^{b}\ell _{i}(x)\,\mathrm {d} x}
In deze definitie worden de eindpunten {\displaystyle a} en {\displaystyle b} in de benadering meegenomen: we spreken van een gesloten formule. Op analoge wijze kunnen ook zogenaamde open formules afgeleid worden, waarin de eindpunten {\displaystyle a} en {\displaystyle b} geen deelpunten zijn. Er zijn daarvoor verschillende methoden in gebruik. Sommige gebruiken de punten {\displaystyle x_{1},\ldots ,x_{n}} zoals boven, andere kiezen
{\displaystyle x_{1}=a+{\begin{matrix}{\frac {1}{2}}\end{matrix}}h,x_{2}=x_{1}+h,\ldots ,x_{n}=x_{n-1}+h=b-{\begin{matrix}{\frac {1}{2}}\end{matrix}}h}
In de tabel staan voor de gesloten formules de genormeerde gewichtsfactoren:
{\displaystyle \omega _{i}={\frac {w_{i}}{b-a}}={\frac {w_{i}}{nh}}}
| orde n | methode           | gewichtsfactoren ωi |
| ------ | ----------------- | --- |
| 1      | trapeziumregel    | {\displaystyle {\frac {1}{2}}\quad {\frac {1}{2}}} |
| 2      | regel van Simpson | {\displaystyle {\frac {1}{6}}\quad {\frac {4}{6}}\quad {\frac {1}{6}}} |
| 3      | 3/8 - regel       | {\displaystyle {\frac {1}{8}}\quad {\frac {3}{8}}\quad {\frac {3}{8}}\quad {\frac {1}{8}}}                                                                                     |
| 4      | regel van Boole   | {\displaystyle {\frac {7}{90}}\quad {\frac {32}{90}}\quad {\frac {12}{90}}\quad {\frac {32}{90}}\quad {\frac {7}{90}}}                                                         |
| 5      |                   | {\displaystyle {\frac {19}{288}}\quad {\frac {75}{288}}\quad {\frac {50}{288}}\quad {\frac {50}{288}}\quad {\frac {75}{288}}\quad {\frac {19}{288}}}                           |
| 6      |                   | {\displaystyle {\frac {41}{840}}\quad {\frac {216}{840}}\quad {\frac {27}{840}}\quad {\frac {272}{840}}\quad {\frac {27}{840}}\quad {\frac {216}{840}}\quad {\frac {41}{840}}} |

### Opmerking
De regel van Boole wordt ook wel regel van Bode genoemd. Dit berust op een typefout uit het verleden waarbij Boole gelezen is als Bode.
De gewichtsfactoren voor hogere ordes zijn:
41 216 27 272 27 216 41 / 840
751 3577 1323 2989 2989 1323 3577 751 / 17280
989 5888 −928 10496 −4540 10496 −928 5888 989 /28350
2857 15741 1080 19344 5778 5778 19344 1080 15741 2857 / 89600
De oneven rijen hebben een lagere graad van algebraïsche nauwkeurigheid dan de even rijen.
De hogere even rijen hebben negatieve coëfficiënten, wat de afrondingsfouten verhoogt.
De regel van Simpson wordt verreweg het meest toegepast, vooral omdat hij eenvoudig is en toch redelijk nauwkeurig.
Voor een nauwkeurige benadering is het enerzijds van belang de orde van de benadering laag te kiezen en anderzijds dat de integrand niet te veel verandert over de deelintervallen. Deze eisen zijn tegenstrijdig, zodat men het integratiegebied wel opdeelt in subintervallen en in elk subinterval weer een lage orde benadering bepaalt. Voorbeelden hiervan zijn de regel van Milne en de regel van Weddle.

## Berekening van de gewichten
Aan een voorbeeld is goed te zien hoe de gewichtsfactoren berekend worden. Zonder de algemeenheid te schaden kiezen we {\displaystyle a=0} en {\displaystyle b=1.} We bekijken het geval {\displaystyle n=3,} dus {\displaystyle h=1/3.}
{\displaystyle \ell _{0}(x)=-{\frac {9}{2}}(x-h)(x-2h)(x-1)}
{\displaystyle \ell _{1}(x)={\frac {27}{2}}x(x-2h)(x-1)}
{\displaystyle \ell _{2}(x)=-{\frac {27}{2}}x(x-h)(x-1)}
{\displaystyle \ell _{3}(x)={\frac {9}{2}}x(x-h)(x-2h)}
{\displaystyle w_{0}=\int _{0}^{1}\ell _{0}(x){\rm {d}}x=-{\frac {9}{2}}\int _{0}^{1}(x-h)(x-2h)(x-1){\rm {d}}x={\tfrac {1}{8}}}
{\displaystyle w_{1}=\int _{0}^{1}\ell _{1}(x){\rm {d}}x={\frac {27}{2}}\int _{0}^{1}x(x-2h)(x-1){\rm {d}}x={\tfrac {3}{8}}}
{\displaystyle w_{2}=\int _{0}^{1}\ell _{2}(x){\rm {d}}x=-{\frac {27}{2}}\int _{0}^{1}x(x-h)(x-1){\rm {d}}x={\tfrac {3}{8}}}
{\displaystyle w_{3}=\int _{0}^{1}\ell _{3}(x){\rm {d}}x={\frac {9}{2}}\int _{0}^{1}x(x-h)(x-2h){\rm {d}}x={\tfrac {1}{8}}}

## Voorbeeld
We benaderen de oppervlakte van een kwart cirkel boven de {\displaystyle x}-as, om 0 en met straal 1.
We kiezen {\displaystyle n=4} en berekenen:
{\displaystyle \int _{0}^{1}f(x){\rm {d}}x=\int _{0}^{1}{\sqrt {1-x^{2}}}{\rm {d}}x\approx w_{0}f(0)+w_{1}f(0{,}25)+w_{2}f(0{,}5)+w_{3}f(0{,}75)+w_{4}f(1)=}
{\displaystyle {\frac {1}{90}}\left(7\cdot 1+32\cdot {\frac {\sqrt {15}}{4}}+12\cdot {\frac {\sqrt {3}}{2}}+32\cdot {\frac {\sqrt {7}}{4}}+7\cdot 0\right)={\frac {7+8{\sqrt {15}}+6{\sqrt {3}}+8{\sqrt {7}}}{90}}=0{,}773}
Vergelijk het resultaat met de exacte waarde:
{\displaystyle \int _{0}^{1}{\sqrt {1-x^{2}}}{\rm {d}}x={\frac {\pi }{4}}\approx 0{,}785}